# República de Montenegro (1992–2006)
La República de Montenegro (en serbi: Република Црна Гора; Republika Crna Gora) va ser un dels estats constituents de Sèrbia i Montenegro entre el 1992 i el 2006. La declaració d'independència de Montenegro, el 2006, va acabar amb la unió amb Sèrbia.
Després del col·lapse de la República Federal Socialista de Iugoslàvia (RFSI), les repúbliques de Montenegro i Sèrbia van decidir formar la República Federal de Iugoslàvia (RFI), que oficialment abandonava el comunisme i es comprometia a constituir institucions democràtiques. Montenegro va ser una república constituent de la RFI fins al 2003, quan aquesta es va reconstituir com un la Unió d'Estats de Sèrbia i Montenegro, de la qual Montenegro se'n va separar el 2006 per constituir-se en un estat independent.